# Fiesta del Barco del Dragón
La Fiesta del Barco del Dragón (también Fiesta de Duanwu o Fiesta del Bote del Dragón; en chino: 端午节) es una festividad tradicional de china, que se celebra en el 5.º día del 5.º mes del calendario chino tradicional. El calendario chino es lunisolar, por lo que la fecha del festival varía de año en año en el calendario gregoriano. 
El Festival del Bote del Dragón es una festividad tradicional en la esfera cultural de los caracteres chinos, celebrada el quinto día del quinto mes del calendario lunar, es un día para despedir a los cinco dioses de la plaga y expulsar la epidemia en verano. Es una de las cuatro principales festividades chinas, junto con el Año Nuevo, el Festival del Medio Otoño y otras, y es una importante festividad tradicional en China continental, Hong Kong, Macao, Taiwán, Singapur, Malasia, el archipiélago japonés, las islas Ryukyu, la península de Corea y Vietnam. En septiembre de 2009, la UNESCO aprobó oficialmente su inclusión en la "Lista representativa del patrimonio cultural inmaterial de la humanidad", convirtiéndose en el primer festival chino en ser incluido en el patrimonio cultural inmaterial mundial.
Según diversas leyendas, el patriota y poeta de Chu, Qu Yuan, se suicidó arrojándose al río Miluo en este día, por lo que se celebra en su memoria y algunos lo llaman el Festival del Poeta. Otra versión indica que es el aniversario de la muerte del leal ministro Wu Zixu del estado de Wu.
De las varias historias para explicar el origen de esta celebración, la más conocida es la conmemoración de la muerte del gran poeta y diplomático Qu Yuan, quien vivió del 340 al 278 a. C. durante el período de los Reinos Combatientes de la dinastía Zhou.
Qu sirvió como funcionario real para la casa real Chu. Cuando el rey se alió con el cada vez más poderoso estado de Qin, Qu Yuan cayó en desgracia por haberse opuesto a tal alianza y tuvo que exiliarse. Durante su exilio escribió un tratado de poesía. 
Pasados 38 años, Qin conquistó Ying, la capital Chu. Desesperado, Qu se suicidó lanzándose al río Miluo. Se dice que los lugareños, que lo admiraban, corrieron en sus botes para salvarlo, o al menos recuperar su cuerpo. Como no encontraban el cuerpo, los remeros tiraban bolas de arroz al río para que los peces se las comieran en lugar del cuerpo de Qu Yuan. Se dice que este sería el origen del arroz glutinoso relleno (zongzi).
Es costumbre comer zongzi ese día. Además, las costumbres varían en función de la región. En el norte de China, por ejemplo, la gente prefiere comer el zongzi de relleno dulce, mientras que en el sur, el de relleno salado. 
Las regatas de barco dragón en esta festividad tendrían lugar en conmemoración de este hecho.

## Nombres
El nombre en inglés para la festividad es "Dragon Boat Festival" (Festival del Barco Dragón), utilizado como la traducción oficial en inglés de la festividad por la República Popular China. También se le conoce en algunas fuentes en inglés como Double Fifth Festival (Festival del Doble Cinco), que alude al día de la festividad según el calendario chino.
El nombre chino de la festividad se pronuncia de manera diferente en los distintos idiomas chinos. Duanwu (端午) significa literalmente 'caballo inicial', es decir, el primer "día del caballo" del mes según el zodiaco chino. Sin embargo, a pesar del significado literal que se refiere a las Ramas terrestres, este carácter también se ha asociado con (五; wu3; 'cinco'), debido a que los caracteres a menudo tienen la misma pronunciación. Por lo tanto, Duanwu, el festival en "el quinto día del quinto mes".
En cantonés, se romaniza como Tuen1 Ng5 Jit3 en Hong Kong y Tung1 Ng5 Jit3 en Macao, de ahí el nombre "Tuen Ng Festival" utilizado en Hong Kong, y Tun Ng (Festividade do Barco-Dragão en portugués) en Macao.
端午 (tango) es uno de los cinco festivales estacionales. También se le conoce como el Festival Tango no Sekku o el Festival Shōbu no Sekku. En Japón, durante el Tango no Sekku, existe la costumbre de realizar diversas actividades para rezar por el crecimiento saludable de los niños varones. Actualmente, se celebra el 5 de mayo según el calendario gregoriano (nuevo calendario) y es el feriado nacional conocido como el "Día del Niño". Aunque es menos común, hay regiones que lo celebran el 5 de junio según el antiguo calendario lunar o un mes después. Cabe señalar que, fuera de Japón, sigue siendo común celebrarlo el 5 de mayo del antiguo calendario lunar.

## Historia

### Origen
El quinto mes lunar se considera un mes desafortunado y venenoso, y especialmente el quinto día del quinto mes. Para deshacerse de la mala suerte, la gente colocaba acorus, artemisa y ajo sobre las puertas el quinto día del quinto mes. Se creía que estos ayudaban a ahuyentar el mal por su fuerte olor y su forma (por ejemplo, las hojas de acorus tienen forma de espada).
Se decía que los animales venenosos aparecían a partir del quinto día del quinto mes, como serpientes, ciempiés y escorpiones; también se decía que la gente se enfermaba fácilmente después de este día. Por lo tanto, durante el Festival del Barco Dragón, la gente intentaba evitar esta mala suerte. Por ejemplo, la gente podía poner imágenes de las cinco criaturas venenosas (serpiente, ciempiés, escorpión, lagarto, sapo y a veces araña) en la pared y clavarles agujas. La gente también podía hacer recortes de papel de las cinco criaturas y envolverlos alrededor de las muñecas de sus hijos. Grandes ceremonias y actuaciones se desarrollaron a partir de estas prácticas en muchas áreas, convirtiendo el Festival del Barco Dragón en un día para deshacerse de enfermedades y mala suerte.

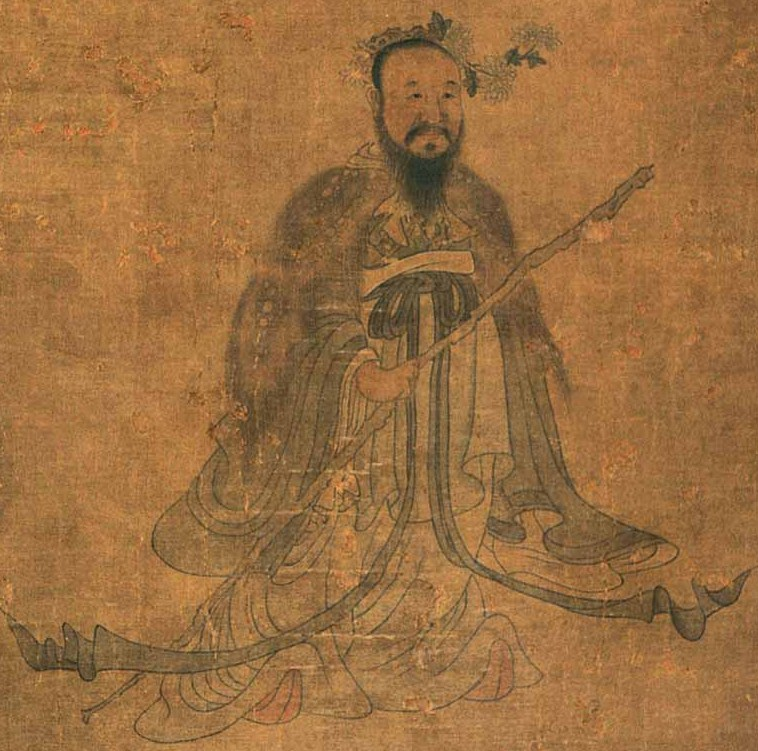
Representación de Qu Yuan del siglo XVII

### Qu Yuan
La historia más conocida en la China moderna sostiene que el festival conmemora la muerte del poeta y ministro Qu Yuan (c. 340
–278 a. C.) del antiguo estado de Chu durante el Periodo de los Reinos Combatientes de la dinastía Zhou. Miembro cadete de la Casa real Mi, Qu sirvió en altos cargos. Sin embargo, cuando el rey decidió aliarse con el estado de Qin, cada vez más poderoso, Qu fue desterrado por oponerse a la alianza e incluso acusado de traición. Durante su exilio, Qu Yuan escribió una gran cantidad de poesía. Finalmente, Qin capturó Ying, la capital de Chu. En la desesperación, Qu Yuan se suicidó ahogándose en el río Miluo.
Se dice que la gente local, que lo admiraba, salió en sus botes para salvarlo, o al menos recuperar su cuerpo. Se dice que este fue el origen de las regatas de botes dragón. Cuando no se pudo encontrar su cuerpo, arrojaron bolas de arroz glutinoso al río para que los peces las comieran en lugar del cuerpo de Qu Yuan. Se dice que este es el origen del zongzi.
Durante el siglo XX, Qu Yuan llegó a ser considerado un poeta patriótico y un símbolo del pueblo. Fue promovido como un héroe popular y un símbolo del nacionalismo chino en la República Popular China después de la victoria comunista en la guerra civil china en 1949. El historiador y escritor Guo Moruo fue influyente en dar forma a esta visión de Qu.

### Wu Zixu
Otra historia de origen dice que el festival conmemora a Wu Zixu (muerto en 484 a. C.), un estadista del Reino de Wu. Xi Shi, una bella mujer enviada por el Rey Goujian del estado de Yue, fue muy amada por el Rey Fuchai de Wu. Wu Zixu, al ver el peligroso plan de Goujian, advirtió a Fuchai, quien se enfureció por este comentario. Wu Zixu fue obligado a suicidarse por Fuchai, con su cuerpo arrojado al río el quinto día del quinto mes. Después de su muerte, en lugares como Suzhou, Wu Zixu es recordado durante el Festival del Barco Dragón.

### Cao E

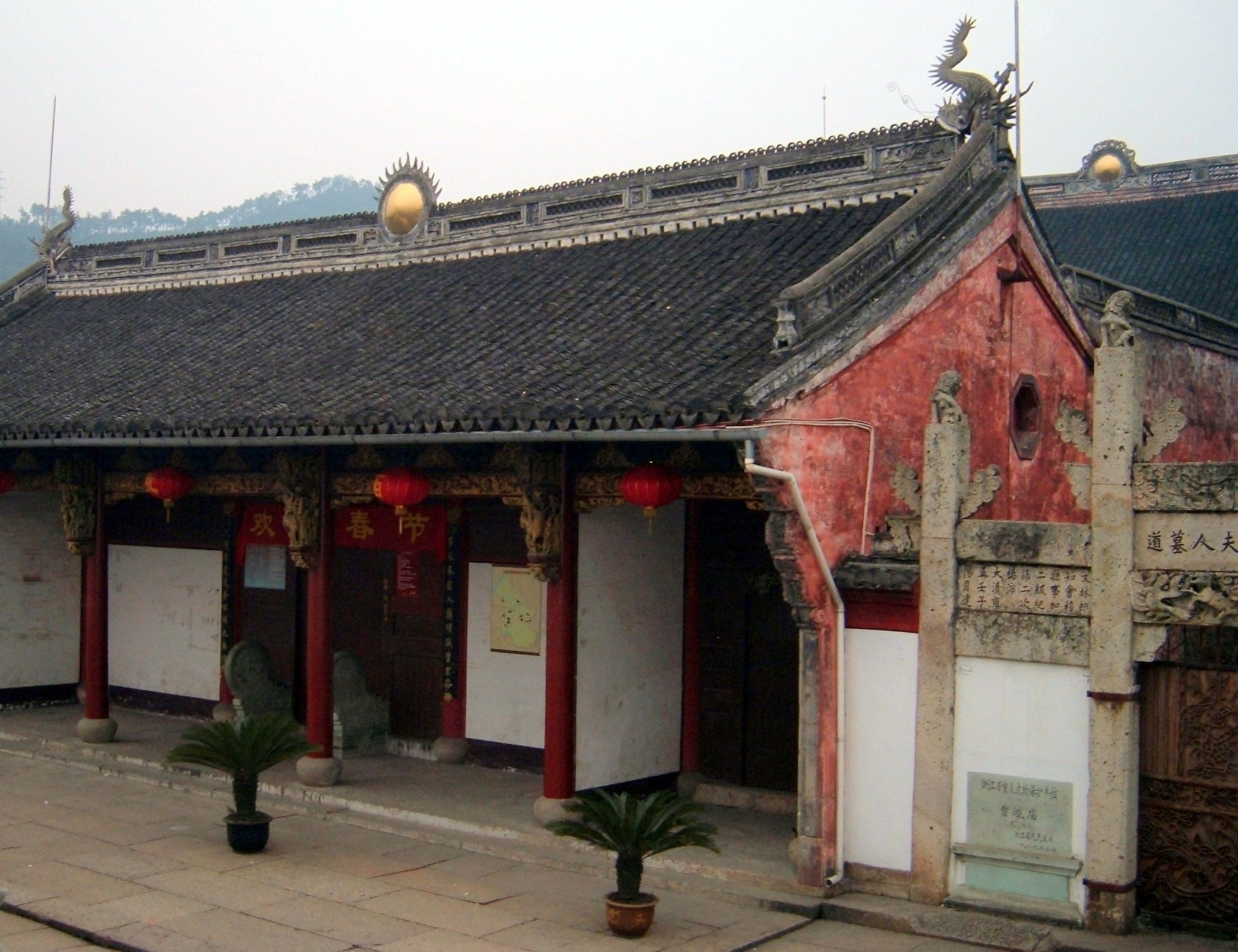
El frente del Templo de Cao E, mirando al este, hacia el Río Cao'e en Shangyu, Zhejiang

Aunque Wu Zixu es conmemorado en el sureste de Jiangsu y Qu Yuan en otras partes de China, gran parte del noreste de Zhejiang, incluidas las ciudades de Shaoxing, Ningbo y Zhoushan, celebra la memoria de la joven Cao E (130–144 d. C.) en su lugar. El padre de Cao E, Cao Xu (曹盱), era un chamán que presidía ceremonias locales en Shangyu. En 143, mientras presidía una ceremonia conmemorativa de Wu Zixu durante el Festival del Barco Dragón, Cao Xu cayó accidentalmente al río Shun. Cao E, en un acto de piedad filial, buscó en el río durante 3 días tratando de encontrarlo. Después de cinco días, ambos fueron encontrados muertos en el río por ahogamiento. Ocho años más tarde, en 151, se construyó un templo en Shangyu dedicado a la memoria de Cao E y su sacrificio. El río Shun fue renombrado como río Cao'e en su honor.

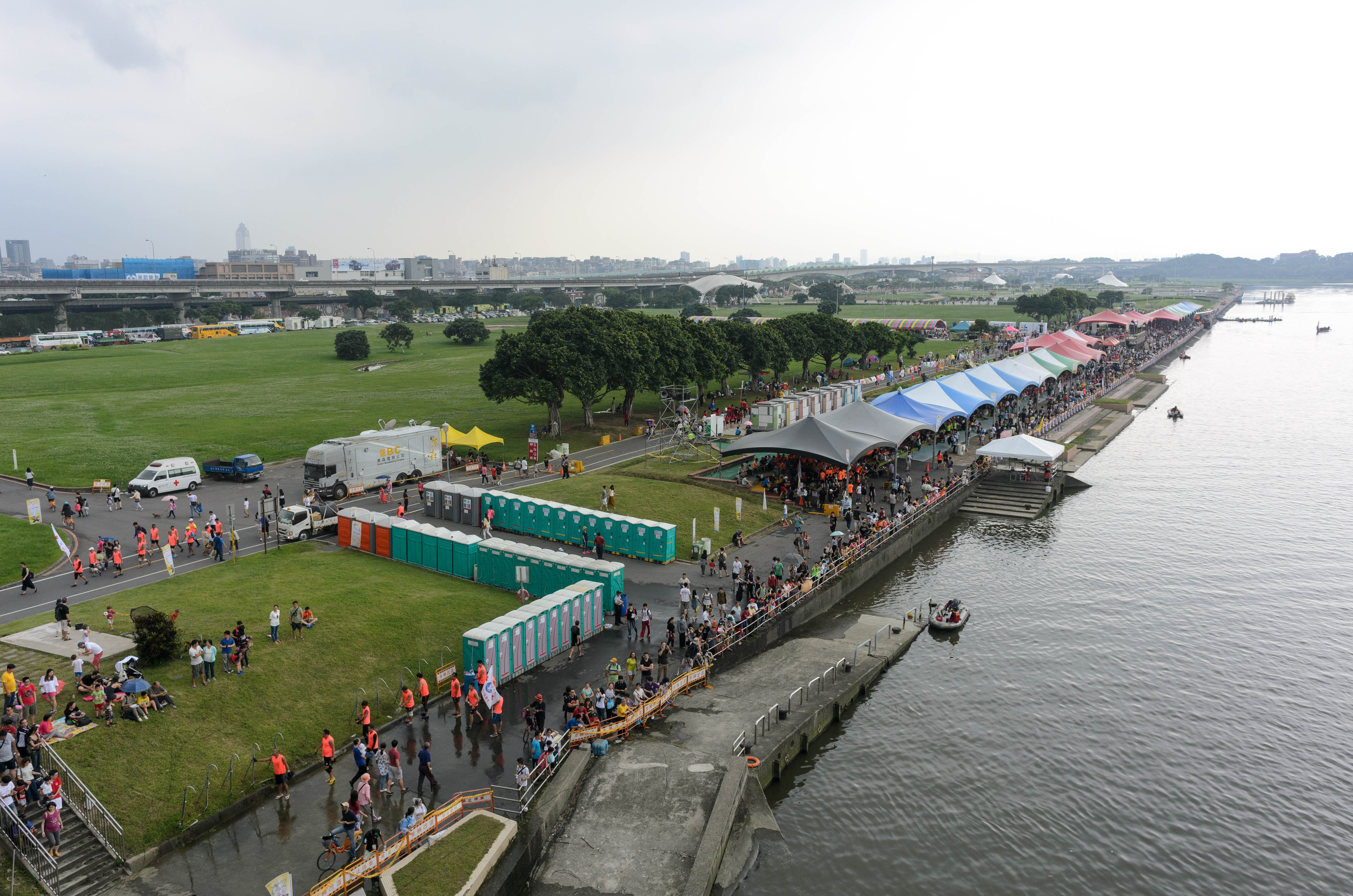
Carreras de botes dragón en Dajia Riverside Park en Taipéi

### Festival preexistente
Algunas investigaciones modernas sugieren que las historias de Qu Yuan o Wu Zixu se superpusieron a una tradición de festivales preexistente. La promoción de estas historias pudo haber sido alentada por eruditos confucianos, buscando legitimar y fortalecer su influencia en China. La relación entre el zongzi, Qu Yuan y el festival apareció por primera vez durante la dinastía Han temprana.
Las historias de Qu Yuan y Wu Zixu fueron registradas en el Shiji de Sima Qian, completado 187 y 393 años después de los respectivos eventos, porque los historiadores querían alabar a ambos personajes.
Según los historiadores, el festival se originó como una celebración de la agricultura, la fertilidad y el cultivo de arroz en el sur de China. Tan recientemente como en 1952, el sociólogo estadounidense Wolfram Eberhard escribió que era más celebrado en el sur de China que en el norte.
Otra teoría es que el Festival del Barco Dragón se originó a partir del culto al dragón. Esta teoría fue avanzada por Wen Yiduo. El apoyo se extrae de dos tradiciones clave del festival: la tradición de las carreras de botes dragón y el zongzi. La comida puede haber representado originalmente una ofrenda al rey dragón, mientras que las carreras de botes dragón reflejan naturalmente una reverencia por el dragón y la energía activa yang asociada con él. Esto se fusionó con la tradición de visitar a amigos y familiares en botes.
Otra sugerencia es que el festival celebra una característica generalizada de las sociedades agrarias del este de Asia: la cosecha de trigo de invierno. Regularmente se hacían ofrendas a deidades y espíritus en esos momentos: en el antiguo Yue, reyes dragón; en el antiguo Chu, Qu Yuan; en el antiguo Wu, Wu Zixu (como un dios del río); en antigua Corea, dioses de las montañas (ver Dano). A medida que las interacciones entre diferentes regiones aumentaron, estos festivales similares en algún momento se fusionaron en un solo feriado.

### SigloXX
A principios del siglo XX, el Festival del Barco Dragón se celebraba desde el primer hasta el quinto día del quinto mes, y también se conocía como el Festival de los Cinco Insectos Venenosos (en chino tradicional, 毒蟲節; en chino simplificado, 毒虫节; pinyin, Dúchóng jié; Wade-Giles, Tu2-chʻung2-chieh2). Yu Der Ling escribe en el capítulo 11 de sus memorias de 1911 Dos años en la Ciudad Prohibida:El primer día de la quinta luna fue un día ocupado para todos nosotros, ya que del primero al quinto día de la quinta luna era el festival de los cinco insectos venenosos, que explicaré más tarde, también llamado el Festival del Barco Dragón. ... Ahora sobre esta Fiesta. También se llama la Fiesta del Barco Dragón. El quinto día de la quinta luna al mediodía era la hora más venenosa para los insectos venenosos y los reptiles como ranas, lagartos y serpientes, se escondían en el barro, pues a esa hora estaban paralizados. Algunos hombres médicos los buscan a esa hora y los colocan en frascos, y cuando están secos, a veces los usan como medicina. Su Majestad me contó esto, así que ese día fui por todas partes y cavé en el suelo, pero no encontré nada.

### SigloXXI
En 2008, el Festival del Barco Dragón se convirtió en un feriado nacional en China.

## Día festivo

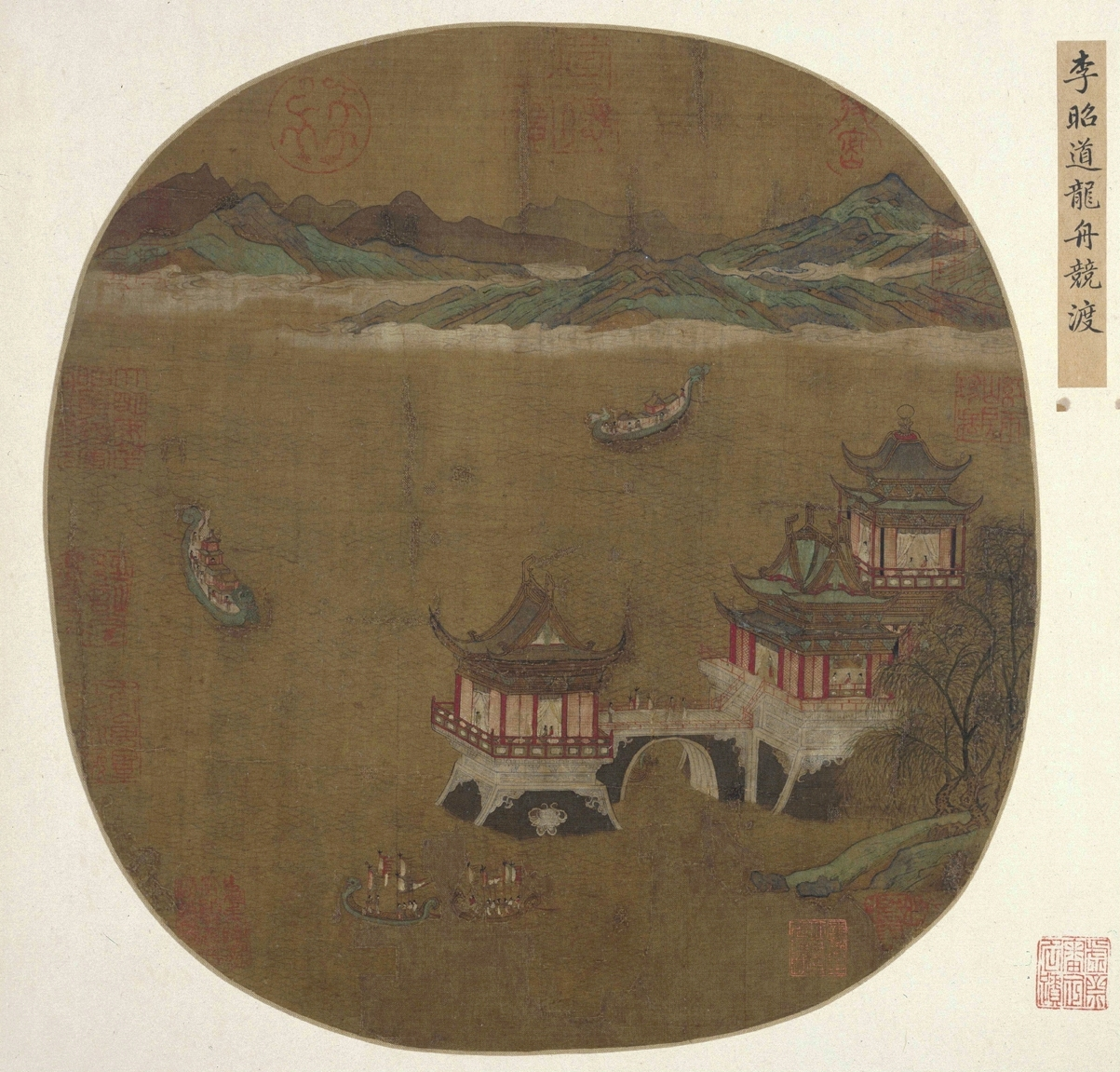
Carrera de botes dragón por Li Zhaodao (675–758)

El festival se ha marcado durante mucho tiempo como un festival cultural en China y es un día festivo en China, Hong Kong, Macao y Taiwán. El Gobierno de la República Popular China, establecido en 1949, inicialmente no reconoció el Festival del Barco Dragón como un día festivo, pero lo reintrodujo en 2008 junto con otros dos festivales en un intento de impulsar la cultura tradicional.
El Festival del Barco Dragón es observado de manera no oficial por las comunidades chinas del sudeste asiático, incluidos Singapur y Malasia. Los festivales oficiales equivalentes y relacionados incluyen el coreano Dano, el japonés Tango no sekku, y el vietnamita Tết Đoan Ngọ.

## Prácticas y actividades

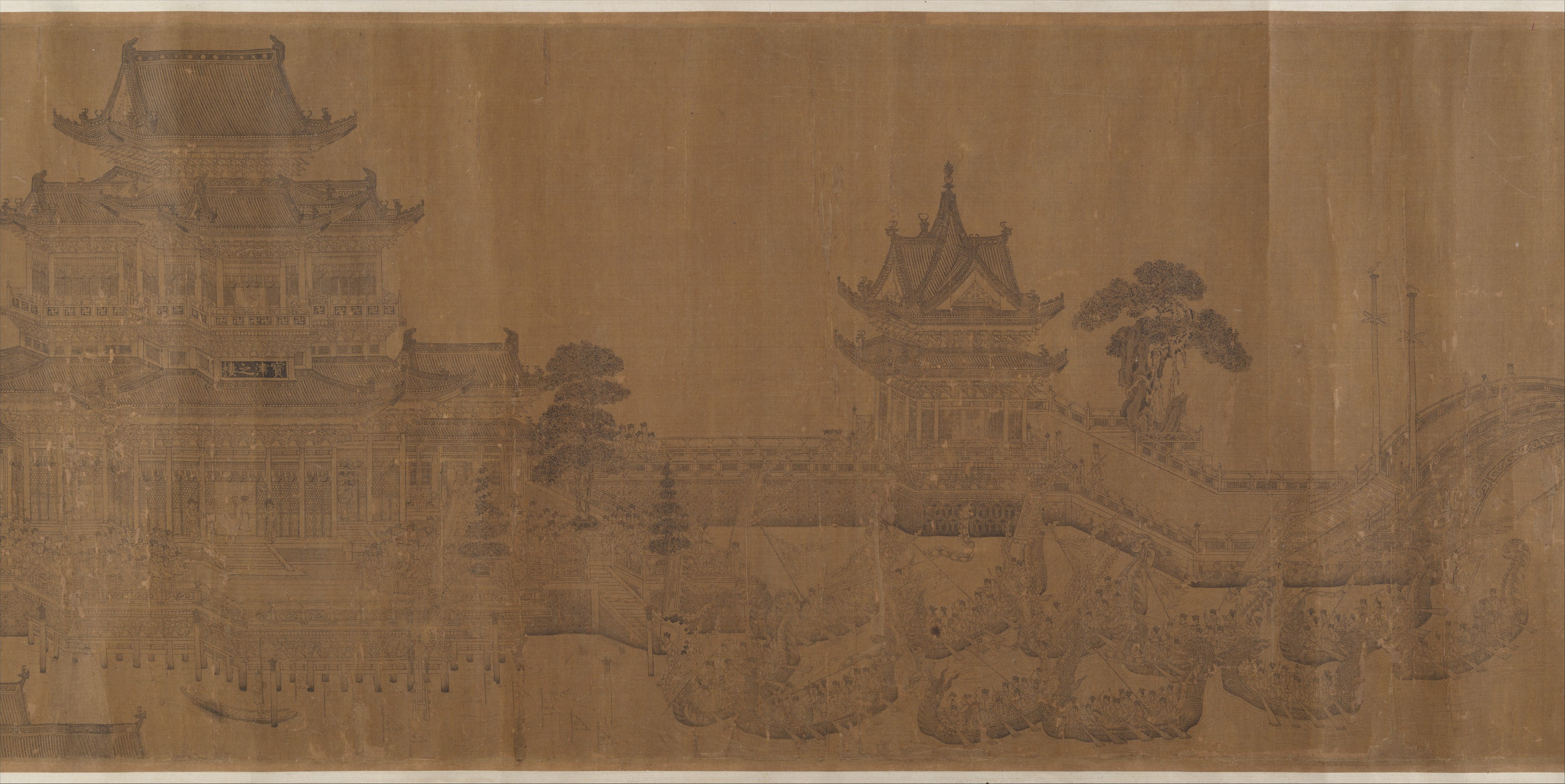
Sección de Regata de botes dragón por Wang Zhenpeng (fl. 1275–1330)

Tres de las actividades más extendidas que se realizan durante el Festival del Barco Dragón son comer (y preparar) zongzi, beber vino de rejalgar y competir en carreras de botes dragón.

### Carreras de botes dragón
Las carreras de botes dragón tienen una rica historia de antiguas tradiciones ceremoniales y rituales, que se originaron en el centro-sur de China hace más de 2500 años. La leyenda comienza con la historia de Qu Yuan, quien era un ministro en uno de los gobiernos de los Estados Combatientes, Chu. Fue calumniado por funcionarios gubernamentales celosos y desterrado por el rey. Desilusionado con el monarca de Chu, se ahogó en el río Miluo. La gente común se apresuró al agua e intentó recuperar su cuerpo, pero fracasaron. En conmemoración de Qu Yuan, la gente celebra anualmente carreras de botes dragón el día de su muerte, según la leyenda. También esparcieron arroz en el agua para alimentar a los peces y evitar que comieran el cuerpo de Qu Yuan, lo cual es uno de los orígenes del zongzi.

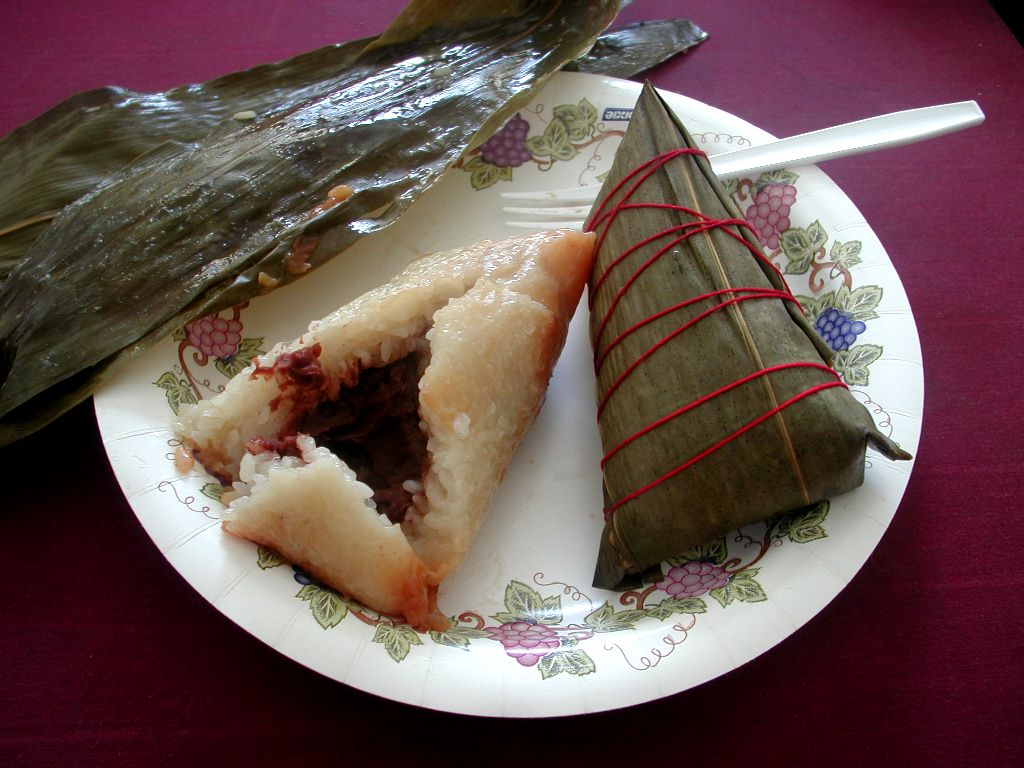
Dumpling de arroz con frijol rojo

### Zongzi (dumplings tradicionales de arroz chino)
Una parte notable de la celebración del Festival del Barco Dragón es hacer y comer zongzi, también conocidos como dumplings de arroz glutinoso, con familiares y amigos. La gente tradicionalmente hace zongzi envolviendo arroz glutinoso y rellenos en hojas de junco o bambú, formando una forma piramidal. Las hojas también dan un aroma y sabor especial al arroz glutinoso y a los rellenos. Las elecciones de rellenos varían según las regiones. Las regiones del norte de China prefieren zongzi dulces o estilo postre, con pasta de frijol, jujube, y nueces como rellenos. Las regiones del sur de China prefieren zongzi salados, con una variedad de rellenos que incluyen huevos y carne.
Zongzi apareció antes del Período de Primavera y Otoño y originalmente se usaba para adorar a los ancestros y dioses. En la Dinastía Jin, los dumplings zongzi fueron designados oficialmente como la comida del Festival del Barco Dragón. En este momento, además del arroz glutinoso, se agregó la medicina china yizhiren (Alpinia oxyphylla) a los ingredientes para hacer zongzi. Este zongzi cocido se llama yizhi zong.

### Comida relacionada con el número 5
'Wu' (午) en el nombre 'Duanwu' tiene una pronunciación similar a la del número 5 en múltiples dialectos chinos, y por lo tanto muchas regiones tienen tradiciones de comer alimentos relacionados con el número 5. Por ejemplo, las regiones de Guangdong y Hong Kong tienen la tradición de comer una congee hecha de 5 diferentes frijoles.

### Vino de rejalgar
El vino de rejalgar o vino de Xionghuang es una bebida alcohólica china hecha de licor chino mezclado con rejalgar en polvo, un mineral de sulfuro de arsénico amarillo-naranja. Tradicionalmente se usaba como pesticida y como antídoto común contra enfermedades y venenos. En el Festival del Barco Dragón, la gente puede poner vino de rejalgar en partes de la cara de los niños para repeler a las cinco criaturas venenosas.

### Trenza de seda de 5 colores
En algunas regiones de China, la gente, especialmente los niños, usa cintas o hilos de seda de 5 colores (azul, rojo, amarillo, blanco y negro, que representan los cinco elementos) el día del Festival del Barco Dragón. La gente cree que esto ayudará a alejar el mal.
Otras actividades comunes incluyen colgar íconos de Zhong Kui (una figura mítica guardiana), colgar ajenjo y cálamo, dar largos paseos y usar bolsas de medicina perfumada. Otras actividades tradicionales incluyen un juego de hacer que un huevo se mantenga de pie al mediodía (este "juego" implica que si alguien logra hacer que el huevo se mantenga de pie exactamente a las 12:00 del mediodía, esa persona recibirá suerte durante el próximo año) y escribir hechizos. Todas estas actividades, junto con la bebida de vino o agua de rejalgar, eran consideradas por los antiguos (y algunos hoy en día) como efectivas para prevenir enfermedades o el mal, mientras promovían la salud y el bienestar.
En los primeros años de la República de China (1912–1949), Duanwu se celebraba como el "Día de los Poetas" debido al estatus de Qu Yuan como el primer poeta conocido de China. En la tradición taiwanesa, equilibrar un huevo en Duanwu se dice que trae buena fortuna para el resto del año.
Se considera que el sol está en su punto más fuerte alrededor de la época del solsticio de verano, ya que la luz del día en el hemisferio norte es la más larga. El sol, al igual que el dragón chino, tradicionalmente representa la energía masculina, mientras que la luna, al igual que el fénix, tradicionalmente representa la energía femenina. Se considera que el solsticio de verano es el pico anual de la energía masculina, mientras que el solsticio de invierno, la noche más larga del año, representa el pico anual de la energía femenina. La imagen masculina del dragón se ha asociado así con el Festival del Barco Dragón.